# Puerta del Sol, Madrid
Puerta del Sol (špansko za "Sončeva vrata") je ena najbolj znanih in najbolj prometnih lokacij v Madridu. To je začetna točka, center (km 0) radialne mreže španskih cest. Na trgu stoji tudi znamenita ura, katere zvonovi so obeležili začetek tradicionalnega praznovanja Las doce uvas de la suerte (dvanajst grozdih jagod) in začetek novega leta. Novoletno praznovanje je  predvajano v živo na nacionalni televiziji od 31. december 1962 dalje.

## Zgodovina
Puerta del Sol je nastal kot ena od vrat v mestnem obzidju, ki je obdajal Madrid v 15. stoletju. Izven obzidja je srednjeveško predmestje začelo rasti okrog krščanskega obzidja v 12. stoletju. Ime vrat prihaja od vzhajajočega sonca, ki je krasil vstop, saj so vrata usmerjena proti vzhodu.
Med 17. in 19. stoletjem je bilo območje pomembno zbirališče kot cilj za kurirje, ki so prihajali iz tujine in drugih delov Španije na pošto. Stopnice do cerkve Sv. Filipa na trgu so bili znane kot Gradas de San Felipe in so bile med najbolj znanimi mentideros de la Corte (to je španski izraz za »dvorne razširjevalce laži«, vendar je izpeljana iz glagola mentar (govoriti o nekom), ne mentir (laži), tako da je bolj ustrezen prevod kraj v mestu, kjer ljudje govorijo okoli o drugih ljudeh.
Hišo Pošte je zgradil francoski arhitekt Jacques Marquet med letoma 1766 in 1768. Stavba je bila sedež Ministrstva za notranje zadeve in državno varnost v času diktature Francisca Franca. Trenutno je sedež predsedstva Skupnosti Madrid.

## Znamenite stavbe in znamenitosti
Na Puerta del Sol so številne znamenitosti znane tako doma kot v tujini in povezane s Španijo. Na južni strani je stavba stare Pošte, ki je danes urad župana Madrida in vodje regionalne vlade avtonomne skupnosti Madrid (ne smemo zamenjevati z mestnim svetom v Madridu, ki je drugje). Na južni strani stoji kip Karla III. Španskega, z vzdevkom el rey Alcalde (župan-kralj), imenovan zaradi obsežnega programa javnih del, ki jim je botroval. Slavni Tío Pepe je osvetljen znak nad vzhodom stavbe med Calle de Alcalá in Carrera de San Jerónimo. Tudi na vzhodni strani se nahaja kip, medved in drevo madroño, heraldični simbol Madrida. Do leta 2009 je kip stal na severni strani ob vhodu v Calle del Carmen. Mariblanca (pravzaprav Venera) označuje kraj nekdanjega vodnjaka.
Kilómetro cero je plošča na tleh neposredno severno od Pošte in služi kot simbolno središče Španije. Znak je podlaga za številčenje razdalj v španskem cestnem sistemu, simbolično pa trg zagotavlja, da je mesto številnih shodov in protestov, še posebej proti nasilju in vojni. Sol je videl proteste proti terorizmu že od napada 11. marca na primestne vlake in sodelovanje Španije v vojni v Iraku.
Leta 2011 je postal trg osrednja točka in simbol za potekajoče španske demonstracij za demokracijo. Demonstracije so vključevale kampiranje sredi trga (@acampadasol), ki so se začele 15. maja sredi volilne kampanje za mestno oblast in avtonomno skupnost, in ki je bil odgovor na socialne medije, predvsem Twitter in Facebook. Demonstracije so se nato razširile na več kot 60 drugih mest po vsej Španiji. Od 12. junija 2011 je imel trg prosto stoječo kupolasto zgradbo, narejeno iz palet, ki so služile kot informacijska točka za gibanje 15-M. To se je nadaljevalo vse poletje leta 2011 do zore 2. avgusta, ko je nacionalna policija odstranila strukturo in protestnike. Trenutno ima na ducate odborov stojnice na ikonskem trgu.

## Lokacija v Madridu
Puerta se nahaja v samem središču Madrida. Takoj na jugozahodu leži  Plaza Mayor, Palacio Real, uradni dom kraljeve družine, je nekoliko bolj proti zahodu. Parlament in območje muzejev so na vzhodu, železniška postaja Atocha je na jugovzhodu.
Pod trgom se nahaja vozlišče javnega prevoza linije 1, 2 in 3 Metro Madrid. Storitev je bila uvedena 27. junija 2009, po štirih letih zaostanka. Zamujanje gradnje je bila deloma posledica odkritja ostankov cerkve Naše dobre gospe na območju izkopa glavne komore. Nova postaja povezuje Puerta s primestnim železniškima sistemom v Madridu in posledično španske železnice prek neposrednih povezav do postaj Atocha in Chamartín.
Trg povezuje več poslovnih in rekreacijskih površin. Tako trg kot okoliške ulice so sestavljene predvsem iz trgovin, ki skrbijo za domačine in turiste (nekaj veleblagovnic El Corte Ingles, stavba v ulici Preciados, La mallorquina kavarna in številne druge restavracije). Območje je vedno aktivno pozno v noč in zgodaj zjutraj, saj je v bližini nekaj barov in plesnih klubov. Ulična glasba je pogosta tudi na trgu.
V stranskih ulicah v bližini trga so tudi stanovanja, nekaj manjših pisarn in turističnih prenočišč.
- Medved in drevo Madroño, heraldični simbol  Madrida
- Sončni vzhod, El Oso y el Madroño in Tio Pepe, neonska reklama v ozadju
- Kip kralja Karla III. pred hišo Pošte
- Kilómetro cero na tlaku pred vhodom v Pošto
- Tío Pepe reklama je znamenitost